# Kazimierz Urbaniak (piłkarz)
Kazimierz Urbaniak (ur. 27 lutego 1931 w Sarnowie koło Rawicza) – polski piłkarz występujący na pozycji napastnika. Był wychowankiem klubu Ravia Rawicz, skąd w 1950 trafił do Lecha Poznań. W tym samym roku jako pierwszy zawodnik Lecha Poznań został usunięty z boiska. W latach 1951–1953 odbywał służbę wojskową jako zawodnik Śląska Wrocław. W 1953 roku został zawodnikiem klubu Polonia Leszno. W 1954 ponownie został zawodnikiem Lecha Poznań. Wystąpił w 19 ligowych spotkaniach, zdobywając dwa gole. Po odejściu z zespołu został zawodnikiem Ravii Rawicz, w której występował do 1966.